# Israel en los Juegos Olímpicos de Atlanta 1996
Israel estuvo representado en los Juegos Olímpicos de Atlanta 1996 por un total de 25 deportistas, 18 hombres y 7 mujeres, que compitieron en 10 deportes.
La portadora de la bandera en la ceremonia de apertura fue la esgrimista Lydia Hatuel-Czuckermann.

## Medallistas
El equipo olímpico israelí obtuvo las siguientes medallas:
| Nombre      | Deporte | Competición |
| ----------- | ------- | ----------- |
| Oro         |         |             |
| —           |         |             |
| Plata       |         |             |
| —           |         |             |
| Bronce      |         |             |
| Gal Fridman | Vela    | Mistral M   |